# Liste der Baudenkmale in Duntroon
Die Liste der Baudenkmale in Duntroon umfasst alle vom New Zealand Historic Places Trust (NZHPT) als „Historic Place“ oder „Historic Area“ eingestuften Baudenkmale und Flächendenkmale der neuseeländischen Ortschaft Duntroon. Die Angaben stammen aus dem Register des NZHPT. Die Bezeichnungen der Baudenkmale orientieren sich an diesem Register. In die Liste werden auch bekannte Wahi Tapu (Area), kulturell und religiös bedeutsame Stätten und Gebiete der Māori, aufgenommen. Sie werden jedoch meist nicht publiziert.

| Bild           | Bezeichnung                            | Ort      | Anschrift                                   | Beschreibung                                                                                        | Bauzeit   | Eintrag        | Nummer | Kat. |
| -------------- | -------------------------------------- | -------- | ------------------------------------------- | --------------------------------------------------------------------------------------------------- | --------- | -------------- | ------ | ---- |
| weitere Bilder | Nicol's Blacksmith Shop                | Duntroon | 21 Campbell Street und Orr Street Karte     | Schmiede                                                                                            | 1858–1896 | 8. Mai 2009    | 9237   | 1    |
| BW             | St Magnus Presbyterian Church (Former) | Duntroon | Rees Street Karte                           | Kirche, presbyterianische                                                                           | 1897      | 7. April 1983  | 3255   | 2    |
| weitere Bilder | Takiroa Rock Art Site                  | Duntroon | Kurow-Duntroon Road, State Highway 83 Karte | Felskunst der Māori unter einem Felsüberhang                                                        | n.a.      | 16. April 1984 | 5653   | 2    |
| BW             | Lower Maerewhenua Rock Art Site 1      | Duntroon | Livingstone-Duntroon Road Karte             | Felsüberhang mit Felszeichnungen aus der Zeit der Moajäger                                          | n.a.      | 16. April 1985 | 5654   | 2    |
| BW             | Lower Maerewhenua Rock Art Site 2      | Duntroon | Livingstone-Duntroon Road Karte             | Felsüberhang mit Felszeichnungen aus der Zeit der Moajäger                                          | n.a.      | 16. April 1985 | 5655   | 2    |
| BW             | Lower Maerewhenua Rock Art Site 3      | Duntroon | Livingstone-Duntroon Road Karte             | Felsüberhang mit Felszeichnungen aus der Zeit der Moajäger                                          | n.a.      | 16. April 1985 | 5656   | 2    |
| BW             | Lower Maerewhenua Rock Art Site 4      | Duntroon | Livingstone-Duntroon Road Karte             | Felsüberhang mit Felszeichnungen aus der Zeit der Moajäger                                          | n.a.      | 16. April 1985 | 5657   | 2    |
| BW             | Lower Maerewhenua Rock Art Site 5      | Duntroon | Livingstone-Duntroon Road Karte             | Felsüberhang mit Felszeichnungen aus der Zeit der Moajäger                                          | n.a.      | 16. April 1985 | 5658   | 2    |
| BW             | Lower Maerewhenua Rock Art Site 6      | Duntroon | Livingstone-Duntroon Road Karte             | Felsüberhang mit Felszeichnungen aus der Zeit der Moajäger                                          | n.a.      | 16. April 1985 | 5659   | 2    |
| BW             | Lower Maerewhenua Rock Art Site 7      | Duntroon | Livingstone-Duntroon Road Karte             | Felsüberhang mit Felszeichnungen aus der Zeit der Moajäger                                          | n.a.      | 16. April 1985 | 5660   | 2    |
| BW             | Lower Maerewhenua Rock Art Site 8      | Duntroon | Livingstone-Duntroon Road Karte             | Felsüberhang mit Felszeichnungen aus der Zeit der Moajäger                                          | n.a.      | 16. April 1985 | 5661   | 2    |
| BW             | Maerewhenua Rock Art Site              | Duntroon | Livingstone-Duntroon Road Karte             | Felsüberhang mit Felszeichnungen aus der Zeit der Moajäger, Teil der Historic Area Eintrag Nr. 7770 | n.a.      | 16. April 1985 | 5662   | 2    |
| weitere Bilder | St Martin's Church (Anglican)          | Duntroon | 3487 Kurow-Duntroon Road Karte              | Kirche, anglikanische                                                                               | 1901      | 7. April 1993  | 2429   | 2    |
| BW             | Takiroa Historic Area                  | Duntroon | Kurow-Duntroon Road (SH 83) Karte           | mehrere Felsüberhänge mit Felskunst der Māori                                                       | n.a.      | 27. Juni 2008  | 7769   | HA   |
| BW             | Maerewhenua Historic Area              | Duntroon | Livingstone-Duntroon Road Karte             | mehrere Felsüberhänge mit Felskunst der Māori                                                       | n.a.      | 27. Juni 2008  | 7770   | HA   |